# 2-(4-(Diethylamino)-2-hydroxybenzoyl)benzoesäurehexylester
2-[4-(Diethylamino)-2-hydroxybenzoyl]benzoesäurehexylester bzw. Diethylamino hydroxybenzoyl hexyl benzoate (INCI) oder DHHB ist ein unsymmetrisch substituiertes Benzophenon, das wie das einfacher aufgebaute Oxybenzon als UV-Filter in Sonnenschutzmitteln Verwendung findet. Während die Benzophenon-Struktureinheit für die UV-Absorption verantwortlich ist, sorgen die hydrophoben Substituenten für Öllöslichkeit und Wasserfestigkeit in dermatologischen und kosmetischen Zubereitungen. DHHB hat ein relativ breites UV-Absorptionsspektrum mit einem Absorptionsmaximum λmax im UV-A-Bereich bei 354 nm.

## Darstellung
Bei der zweistufigen Synthese von 2-[4-Diethylamino-2-hydroxybenzoyl]benzoesäurehexylester wird zunächst 3-Diethylaminophenol mit Phthalsäureanhydrid in 90 %iger Ausbeute zu 2-(Diethylamino-2-hydroxybenzoyl)benzoesäure umgesetzt und anschließend mit n-Hexanol in Gegenwart von konzentrierter Schwefelsäure in praktisch quantitativer Ausbeute verestert.
DHHB fällt bei der Herstellung als gelbes klebriges Öl an, das nach Reinigung mit Aktivkohle und schonender Entfernung von Lösemittelresten als fast weißes feines Pulver kristallisiert.

## Eigenschaften
2-[4-(Diethylamino)-2-hydroxybenzoyl]benzoesäurehexylester DHHB löst sich in Alkoholen und Ölen, wie sie für kosmetische Zubereitungen Verwendung finden. Das Benzophenonderivat DHHB ist außerordentlich photostabil und bildet im Gegensatz zu anderen UV-Filtern keine toxischen oder allergisierenden Photoabbauprodukte. Allerdings erscheint die Bioabbaubarkeit in Oberflächengewässern kritisch, nachdem Spuren von DHHB im Meerwasser an Badestränden von Gran Canaria nachgewiesen wurden.

## Verwendung
2-[4-(Diethylamino)-2-hydroxybenzoyl]benzoesäurehexylester DHHB ist mit einem spezifischen Extinktionskoeffizienten von 940 beim UV-A-Absorptionsmaximum von 354 nm (unter Standardbedingungen in Ethanol) ein starker UV-AI-Absorber (im Bereich 340–400 nm), der auch im UV-AII-Bereich (315–340 nm) bis ca. 330 nm hohes Absorptionsvermögen zeigt. DHHB penetriert in dermalen Zubereitungen nicht durch intakte Haut, sondern verbleibt in der äußeren Schicht (Stratum corneum).
Da es mit anderen Sonnenschutzmitteln verträglich und mit gängigen Hilfsstoffen zu stabilen Zubereitungen für topische Anwendungen formuliert werden kann, findet sich DHHB (in maximaler Konzentration von 10 Gewichtsprozent in der Ölphase) als UVA-Filter in Sonnenschutzmitteln und zunehmend auch in kosmetischen Anti-Aging-Produkten.
Es wird meist in Kombinationen mit anderen UV-Filtern eingesetzt, von denen einige durch DHHB stabilisiert werden.
In den USA unterliegen Sonnenschutzmittel als freiverkäufliche Arzneimittel (engl. OTC drugs) den Vorgaben der US-Arzneimittelbehörde FDA, die seit mehr als zehn Jahren keine neuen Wirkstoffe für Sonnenschutzmittel zugelassen hat. Trotz der im Jahr 2002 zur Beschleunigung des Zulassungsverfahrens eingeführten so genannten Time and Extend Applications (TEA) und des Ende 2014 erlassenen so genannten Sunscreen Innovation Act (SIA) sind insgesamt acht in Europa und anderen Regionen zugelassene moderne Sonnenschutzmittel bis auf weiteres in den USA nicht verfügbar. Ein Zulassungsantrag für Diethylamino hydroxybenzoyl hexylbenzoate DHHB wird seitens des Herstellers in Erwägung gezogen.
Diethylamino hydroxybenzoyl hexylbenzoate wird von BASF SE unter dem Markennamen Uvinul® A Plus und von dem chinesischen Unternehmen MFCI Co., Ltd. unter der Bezeichnung MFSORB 512 hergestellt und vertrieben.